# Lena Malkus
Lena Malkus (Brema, 6 agosto 1993) è una lunghista tedesca.
In carriera è stata campionessa europea under 23 a Tampere 2013 e campionessa europea juniores a Tallinn 2011. Vanta inoltre una medaglia d'argento ai mondiali juniores di Barcellona 2012.
Ha un primato personale di 6,94 m stabilito a Weinheim nel 2015.

## Palmarès
| Anno | Manifestazione            | Sede       | Evento         | Risultato | Prestazione | Note                          |
| ---- | ------------------------- | ---------- | -------------- | --------- | ----------- | ----------------------------- |
| 2010 | Giochi olimpici giovanili | Singapore  | Salto in lungo | Oro       | 6,40 m      |                               |
| 2011 | Europei juniores          | Tallinn    | Salto in lungo | Oro       | 6,40 m      |                               |
| 2012 | Mondiali juniores         | Barcellona | Salto in lungo | Argento   | 6,80 m      |                               |
| 2013 | Europei under 23          | Tampere    | Salto in lungo | Oro       | 6,76 m      | Miglior prestazione personale |
| 2013 | Mondiali                  | Mosca      | Salto in lungo | 17ª (q)   | 6,49 m      |                               |
| 2015 | Europei under 23          | Tallinn    | Salto in lungo | 5ª        | 6,64 m      |                               |
| 2015 | Mondiali                  | Pechino    | Salto in lungo | 22ª (q)   | 6,46 m      |                               |